# Vlakke Brekken
Vlakke Brekken (Fries en officieel: Flakke Brekken) is een meer in de Friese gemeente Súdwest-Fryslân. Ten noorden van het meer ligt de Oudegaaster Brekken en maakt deel uit van het Natura 2000-gebied Oudegaasterbrekken, Fluessen en omgeving.